# 邢仁娣
邢仁娣（？—？），籍贯不明。曾用名邢仁梯。参加中国共产党第五次全国代表大会。

## 生平
曾为上海沪东区老怡和厂的女工，期间加入中国共产党。1927年4月，参加中国共产党第五次全国代表大会，但代表资格尚未完全确定。和时任中共上海闸北区委委员的邢红珠为两姐妹，1927年6月，同时出席在汉口召开的全国第四次劳动代表大会。后情况不明。